# Trutz Rendtorff
Pour les articles homonymes, voir Rendtorff.
 (mai 2023).
Si vous disposez d'ouvrages ou d'articles de référence ou si vous connaissez des sites web de qualité traitant du thème abordé ici, merci de compléter l'article en donnant les références utiles à sa vérifiabilité et en les liant à la section « Notes et références ».
 (octobre 2022).
La mise en forme du texte ne suit pas les recommandations de Wikipédia : il faut le « wikifier ».
Les points d'amélioration suivants sont les cas les plus fréquents. Le détail des points à revoir est peut-être précisé sur la page de discussion.
- Les titres sont pré-formatés par le logiciel. Ils ne sont ni en capitales, ni en gras.
- Le texte ne doit pas être écrit en capitales (les noms de famille non plus), ni en gras, ni en italique, ni en « petit »…
- Le gras n'est utilisé que pour surligner le titre de l'article dans l'introduction, une seule fois.
- L'italique est rarement utilisé : mots en langue étrangère, titres d'œuvres, noms de bateaux, etc.
- Les citations ne sont pas en italique mais en corps de texte normal. Elles sont entourées par des guillemets français : « et ».
- Les listes à puces sont à éviter, des paragraphes rédigés étant largement préférés. Les tableaux sont à réserver à la présentation de données structurées (résultats, etc.).
- Les appels de note de bas de page (petits chiffres en exposant, introduits par l'outil «  Source ») sont à placer entre la fin de phrase et le point final[comme ça].
- Les liens internes (vers d'autres articles de Wikipédia) sont à choisir avec parcimonie. Créez des liens vers des articles approfondissant le sujet. Les termes génériques sans rapport avec le sujet sont à éviter, ainsi que les répétitions de liens vers un même terme.
- Les liens externes sont à placer uniquement dans une section « Liens externes », à la fin de l'article. Ces liens sont à choisir avec parcimonie suivant les règles définies. Si un lien sert de source à l'article, son insertion dans le texte est à faire par les notes de bas de page.
- La présentation des références doit suivre les conventions bibliographiques. Il est recommandé d'utiliser les modèles {{Ouvrage}}, {{Chapitre}}, {{Article}}, {{Lien web}} et/ou {{Bibliographie}}. Le mode d'édition visuel peut mettre en forme automatiquement les références.
- Insérer une infobox (cadre d'informations à droite) n'est pas obligatoire pour parachever la mise en page.

Pour une aide détaillée, merci de consulter Aide:Wikification.
Si vous pensez que ces points ont été résolus, vous pouvez retirer ce bandeau et améliorer la mise en forme d'un autre article.
Trutz Rendtorff (24 janvier 1931 - 24 décembre 2016) est un théologien protestant allemand, qui fut professeur de théologie systématique spécialiste d'éthique à l'Université Ludwig Maximilian de Munich de 1968 à 1999.

## Biographie
Né à Schwerin, il était le fils de l'évêque de Mecklembourg, Heinrich Rendtorff. Son frère était exégète. De 1951 à 1956, il étudia la théologie protestante et la sociologie à Kiel, Bloomington, Göttingen, Bâle et Münster. Après avoir soutenu sa thèse de doctorat en 1956, il futtassistant à l'Institut des sciences sociales chrétiennes de l'Université de Münster. En 1961, il obtint son habilitation en théologie systématique, puis continua d'enseigner à l'Université de Münster jusqu'en 1968, avant de partir à la Ludwig Maximilian Universität de Munich où il inaugura la chaire de théologie systématique, qu'il occupe jusqu'en 1999.
À Munich, il co-fonda l'Institut de Technologie-Théologie-Sciences naturelles. De 1979 à 1984, il fut également président de la Société scientifique de théologie et jusqu'en 1994, il fut président de la société Ernst Troeltsch, qu'il avait cofondée en 1981.
Il remplit également de nombreuses fonctions au sein de son Église : de 1979 à 1997, il fut membre du synode de l'EKD dont il présida la chambre pour la responsabilité publique de 1980 à 1997.
Il mourut à la veille de Noël 2016 et fut enterré dans le cimetière forestier de Solln.

## Honneurs et distinctions
- Commandeur de l'Ordre du Mérite (Allemagne)
- Prix de la Fondation Peregrinus (2001)
- Ordre bavarois de Maximilien pour la science et l'art (2003)
- Doctorats honorifiques de la faculté de droit de l'Université Christian-Albrechts de Kiel et de la faculté de théologie de l'Université de Leipzig

## Œuvres (sélection)
- Die soziale Struktur der Gemeinde. Die kirchlichen Lebensformen im gesellschaftlichen Wandel der Gegenwart. Eine kirchensoziologische Untersuchung. Furche-Verl., Hamburg 1958 (Studien zur evangelischen Sozialtheologie und Sozialethik, 1; zugleich erweiterte Dissertation, Münster/Westfalen).
- Kirche und Theologie. Die systematische Funktion des Kirchenbegriffs in der neueren Theologie. Gütersloher Verlagshaus Mohn, Gütersloh 1966 (Habilitationsschrift, Münster/Westfalen, Überarbeitung).
- Theorie des Christentums. Historisch-theologische Studien zu seiner neuzeitlichen Verfassung. Mohn, Gütersloh 1972,  (ISBN 3-579-04097-9).
- Politisches Mandat der Kirchen? Grundfragen einer politischen Theologie. Trutz Rendtorff antwortet Winfried Hassemer. Patmos-Verlag, Düsseldorf 1972,  (ISBN 3-491-00326-1).
- Gott, ein Wort unserer Sprache? Ein theologisches Essay. Kaiser, München 1972,  (ISBN 3-459-00830-X) (Theologische Existenz heute; [N.F.], 171).
- Politische Ethik und Christentum. Kaiser, München 1978,  (ISBN 3-459-01153-X) (Theologische Existenz heute; [N.F.], 200).
- Ethik. Grundelemente, Methodologie und Konkretionen einer ethischen Theologie, Bd. 1+2. Kohlhammer, Stuttgart/Berlin 1980/1981 (2., durchgesehene Auflage 1990; Nachdruck Mohr Siebeck, Tübingen 2011,  (ISBN 978-3-16-150715-1)).
- Theologie in der Moderne. Über Religion im Prozeß der Aufklärung. Gütersloher Verlagshaus Mohn, Gütersloh 1991,  (ISBN 3-579-00189-2) (Troeltsch-Studien. Bd. 5).
- Vielspältiges. Protestantische Beiträge zur ethischen Kultur. Kohlhammer, Stuttgart/Berlin/Köln 1991,  (ISBN 3-17-011544-8).
- Trutz Rendtorff. In: Christian Henning, Karsten Lehmkühler (Hrsg.): Systematische Theologie der Gegenwart in Selbstdarstellungen. Mohr Siebeck, Tübingen 1998,  (ISBN 3-8252-2048-6), S. 59–77.
- Religionsfreiheit – Krise des Christentums? Zum grundrechtlichen Status der Menschenrechte in christentumstheoretischer Perspektive. In: Friederike Nüssel (Hrsg.): Theologische Ethik der Gegenwart. Mohr Siebeck, Tübingen 2009, S. 207–225.

### Éditeur
- avec Karl Gerhard Steck: Protestantismus und Revolution. Kaiser, München 1969 (Theologische Existenz heute; [N.F.], 161).
- Die Realisierung der Freiheit. Beiträge zur Kritik der Theologie Karl Barths. Gütersloher Verlagshaus Mohn, Gütersloh 1975,  (ISBN 3-579-04050-2).
- Religion als Problem der Aufklärung. Eine Bilanz aus der religionstheoretischen Forschung. Vandenhoeck & Ruprecht, Göttingen 1980,  (ISBN 3-525-87493-6).
- avec Anselm Hertz, Wilhelm Korff und Hermann Ringeling: Handbuch der christlichen Ethik. Herder, Freiburg i. B. / Mohn, Gütersloh; Bd. 1 und Bd. 2, 1978; Bd. 3, 1982.
- avec Kurt Nowak, Otto Gerhard Oexle und Kurt-Victor Selge: Adolf von Harnack: Christentum, Wissenschaft und Gesellschaft. Wissenschaftliches Symposion aus Anlaß seines 150. Geburtstages. Vandenhoeck & Ruprecht, Göttingen 2003 (Veröffentlichungen des Max-Planck-Instituts für Geschichte, Göttingen, Band 204).

## Littérature secondaire
- Roger J. Busch (dir.), Grenzen überschreiten. Festschrift zum 70. Geburtstag von Trutz Rendtorff, Herbert Utz Verlag, München, 2001.
- Reiner Anselm, « Ethische Theologie. Zur ethischen Konzeption Trutz Rendtorffs », in Zeitschrift für Evangelische Ethik n°36 (1992), p. 259–274.
- Martin Laube, Theologie des neuzeitlichen Christentums. Studien zu Genese und Profil der Christentumstheorie Trutz Rendtorffs, Tübingen, 2006.
- Stefan Atze, Ethik als Steigerungsform von Theologie, Berlin / New York, 2008.
- Mit Trutz Rendtorff im Gespräch, dans Klaus Tanner (dir.), Christentumstheorie, Leipzig, 2008, p. 239–273.
- Francine Charoy, Vers une éthique de la liberté. Reconstruction de la « conduite de vie » dans la théologie éthique de Trutz Rendtorff, Peter Lang, Berne, 2015